# Оршани
Орша́ни (бел. Арша́ні) — деревня в
Горецком районе Могилевской области Республики Беларусь. Входит в состав Горского сельсовета.
В 2002-2013 годах входила в состав Ходоровского сельсовета.

## Население
- 1999 год — 55 человек
- 2010 год — 19 человек